# Kanton Courville-sur-Eure
Der Kanton Courville-sur-Eure war bis 2015 ein französischer Wahlkreis im Arrondissement Chartres, im Département Eure-et-Loir und in der Region Centre-Val de Loire. Der Hauptort (chef-lieu) des Kantons war Courville-sur-Eure. Vertreter im conseil général des Départements war zuletzt von 1994 bis 2015 Jacky Jaulneau (PS).

## Gemeinden
Der Kanton umfasste 18 Gemeinden: 
| Gemeinde                  | Einwohner Jahr | Fläche km² | Bevölkerungsdichte | Postleitzahl | Code INSEE |
| ------------------------- | -------------- | ---------- | ------------------ | ------------ | ---------- |
| Billancelles              | 313 (2013)     | –          | – Einw./km²        | 28190        | 28040      |
| Chuisnes                  | 1078 (2013)    | –          | – Einw./km²        | 28190        | 28099      |
| Courville-sur-Eure        | 2819 (2013)    | –          | – Einw./km²        | 28190        | 28116      |
| Dangers                   | 429 (2013)     | –          | – Einw./km²        | 28190        | 28128      |
| Fontaine-la-Guyon         | 1635 (2013)    | –          | – Einw./km²        | 28190        | 28154      |
| Fruncé                    | 394 (2013)     | –          | – Einw./km²        | 28190        | 28167      |
| Landelles                 | 623 (2013)     | –          | – Einw./km²        | 28190        | 28203      |
| Le Favril                 | 345 (2013)     | –          | – Einw./km²        | 28190        | 28148      |
| Mittainvilliers           | 508 (2013)     | –          | – Einw./km²        | 28190        | 28254      |
| Orrouer                   | 292 (2013)     | –          | – Einw./km²        | 28190        | 28290      |
| Pontgouin                 | 1114 (2013)    | –          | – Einw./km²        | 28190        | 28302      |
| Saint-Arnoult-des-Bois    | 886 (2013)     | –          | – Einw./km²        | 28190        | 28324      |
| Saint-Denis-des-Puits     | 145 (2013)     | –          | – Einw./km²        | 28240        | 28333      |
| Saint-Georges-sur-Eure    | 2422 (2013)    | –          | – Einw./km²        | 28190        | 28337      |
| Saint-Germain-le-Gaillard | 328 (2013)     | –          | – Einw./km²        | 28190        | 28339      |
| Saint-Luperce             | 864 (2013)     | –          | – Einw./km²        | 28190        | 28350      |
| Vérigny                   | 302 (2013)     | –          | – Einw./km²        | 28190        | 28402      |
| Villebon                  | 71 (2013)      | –          | – Einw./km²        | 28190        | 28414      |